# 無尾禮服

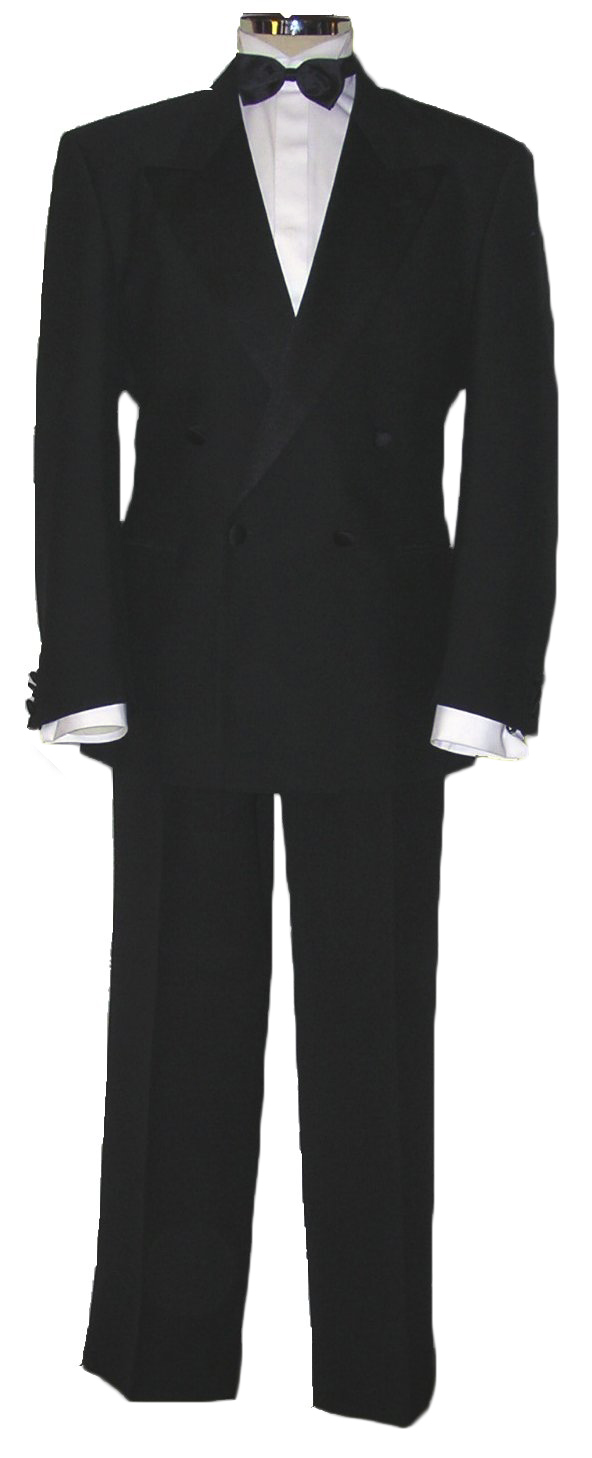
雙排釦的無尾禮服

無尾禮服（美式英語：tuxedo，英語口語：tux）或晚宴服、夜小禮服（dinner suit、dinner jacket或DJ）是一種不像燕尾服那樣有後擺的較正式的晚會服裝，主要使用普通緞子或羅緞來製作。其顏色一般是黑色，最多也只能採用深藍這樣的接近黑色的暗色，和正式場合穿著的其他西裝一樣，無尾禮服也要搭配合適的襯衫、鞋子以及其他配飾，最傳統的配套着装遵循黑領結著裝要求。
作為一種晚會服裝，一般在晚上穿著無尾禮服才是合乎禮儀之舉。不過也有例外，比如自1960年代開始美國的一些日間婚禮上，伴郎也會穿著無尾禮服。

## 語源學

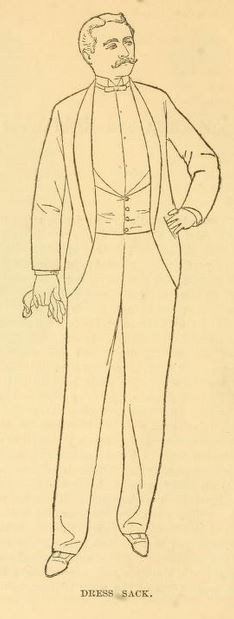
1888年的美國無尾禮服

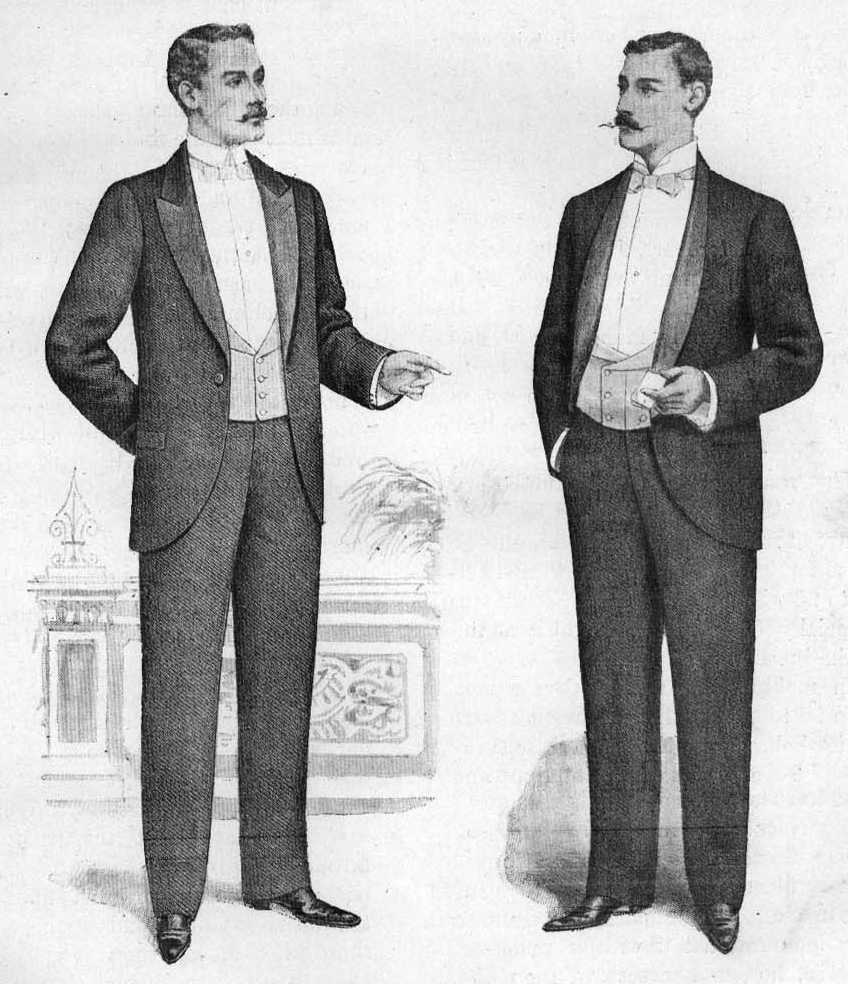
1898年的英格蘭尖領和青果領無尾禮服，搭配白領結

“Dinner jacket”最早出現在1887年的英格蘭， 1889年出現在美國。
1888年“Tuxedo”一詞首次出現在美國， 它來自哈德遜河谷地區紐約社會精英聚集的泰科斯托公園（Tuxedo Park），1930年代這個詞被商業化，開始成為無尾禮服的代名詞。 1900年代之前這個詞單指上裝，之後開始連帶上下裝和首飾指全套禮服。到了21世紀，英國人也開始漸漸接受這個詞了。
在法國、意大利、德國和俄羅斯等大部分歐洲國家，一般使用“smoking”來指代無尾禮服，西班牙使用“esmoquin”。這類詞起源自維多利亞時代的男士晚間便服吸煙裝（smoking jacket）。因為外套、褲子和領結等都常是黑色的，無尾禮服又有暱稱“企鵝服”（penguin suit），其他一些俚語還包括“猴子服”（monkey suit）和1918開始使用的“湯和魚”（soup and fish）。

## 歷史

### 英國
1860年代，英國中上層階級戶外活動增多，出現了較隨意的日常西裝。同時他們也開始尋找代替晚間正裝燕尾服的服飾。最早的類無尾禮服是威爾士親王、後來的愛德華七世從薩維爾街裁縫店亨利普爾那裡定做的藍色絲製的吸煙裝，他常在自己的桑德林汉姆府穿著這套衣服。

### 引進到美國
無尾禮服在英國出現不久就在1860年代末傳入了美國，最常見的描述之一就是它常見於紐約州村莊泰科斯托公園的上流社會中。有記載稱：當地社群發起人格里斯沃爾德·羅瑞拉德（Griswold Lorillard）的一個兒子和他的朋友們在1886年10月的第一場秋季晚會穿著“無尾巴的禮服”登場。
還有一份檔案稱這種裝束是由泰科斯托公園居民詹姆斯·布朗·波特（James Brown Potter）進口到美國的， 但沒有其他獨立來源證實此信息的可靠性。
當時的一份報紙記錄顯示最初穿著無尾禮服的是些標新立異之輩，因此並不為美國大眾所接受。直到1888年上流社會也把它當成夏裝和便服時，才開始流行起來。

### 發展
早期的無尾禮服使用黑色緞或絲製衣料，採用青果領，分一釦、二釦和無釦這幾種。到了20世紀，尖領也變的流行起來，一釦裝成為標準模式。一些愛德華時代的花花公子也會穿著深藍和牛津灰的無尾禮服。
到了第一次世界大戰時期，灰色落伍，深藍開始流行，在1930年代中期已經可以與黑色一較高下。從其他西裝中引入的平驳頭在1920年代還時髦過一陣子。 最初褲縫上只是偶爾會有穗帶遮掩，但到了1930年代已經成為業界標準。炎熱季節，1930年代的紳士們也會穿著雙排釦和白色無尾服。
1950年代，無尾禮服的色彩、紋樣和圖案多種多樣， 下一個十年間無論春夏秋冬都可以見到各色各樣的無尾禮服，平驳頭又流行了起來。 1970年代，大型零售商開始提供不染色的白色無尾禮服。 1980年復古的黑色禮服成為時尚， 20世紀的最後十年間無尾禮服甚至一度取代其他種類西裝成為商業職裝，在21世紀這也是較普遍的情況，此外深藍色也有了復興的趨勢。

## 配套着装
隨著無尾禮服的發展，其配套着装和首飾也在不斷變化。最傳統的樣式是依照黑領結的統一著裝要求來規定的，即襯衫、寬腰帶或馬甲、領結和皮鞋。1970年代，特別是在租用無尾禮服的年輕人中間，出現了一些新花樣。 自此其規定也就不那麼嚴格了，現在無論是打領結或是系領帶都沒有問題。